# Kostel svaté Kateřiny Alexandrijské (Mšec)
Kostel svaté Kateřiny Alexandrijské ve Mšeci je římskokatolický filiální kostel ve středočeské obci Mšec v Rakovnickém okrese. Pozdně barokní kostel se nachází na náměstíčku v centru obce a tvoří její dominantu. Je chráněn jako kulturní památka. Kostel byl do roku 2003 farním, od roku 2004 spadá do novostrašecké farnosti.

## Historie

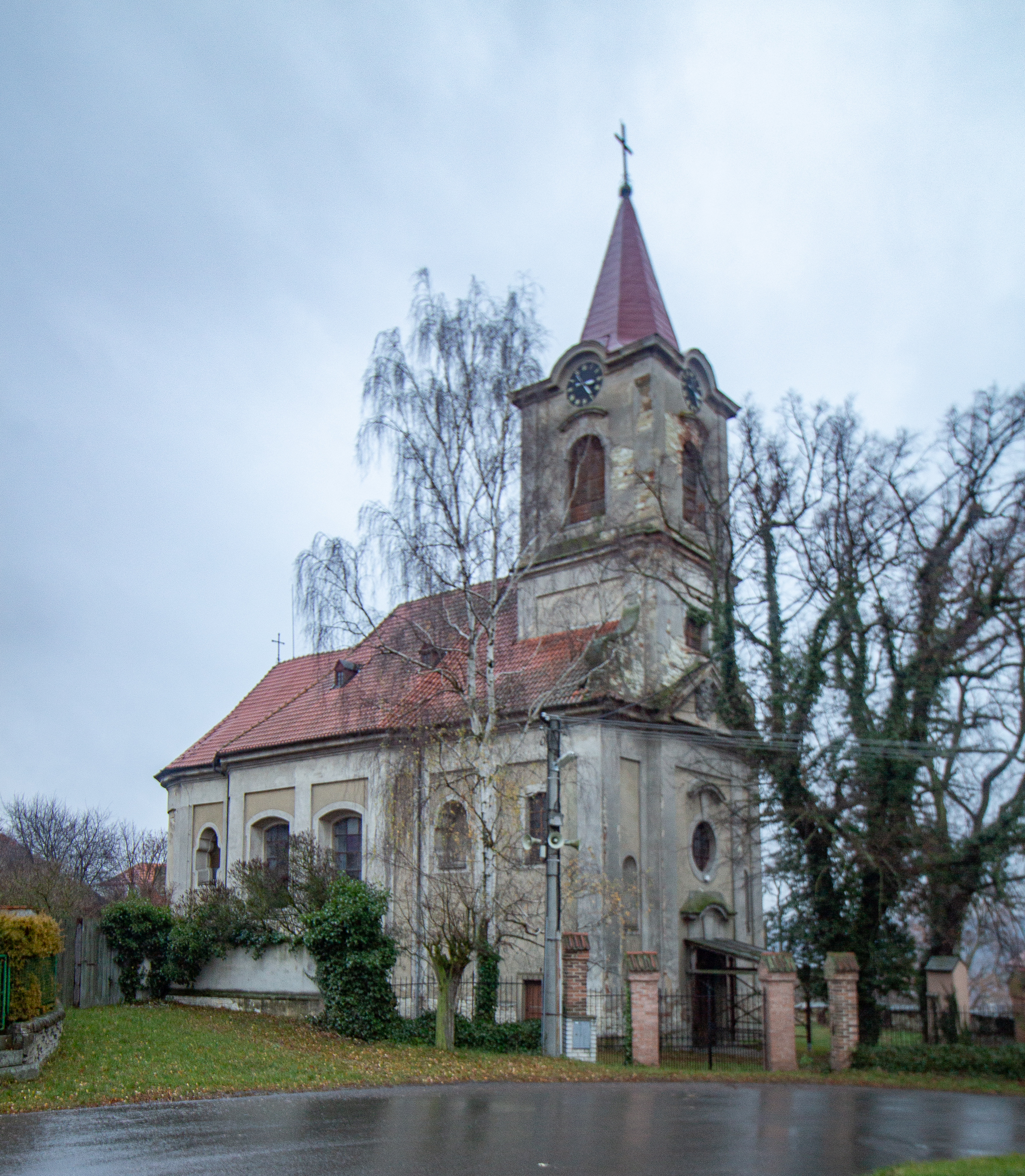

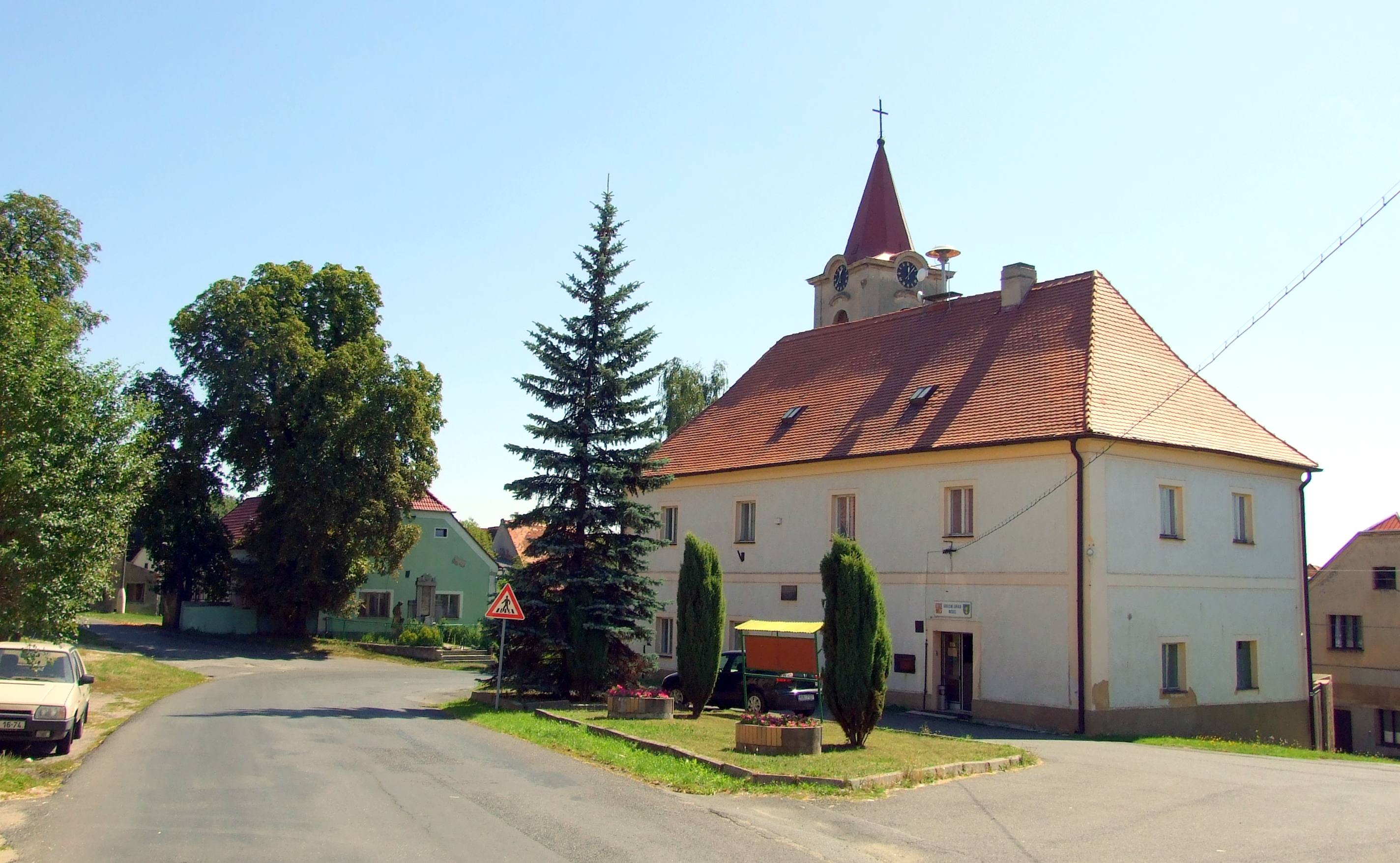
Střed obce s kostelem

Na věži kostela byl v roce 1601 zavěšen velký zvon z iniciativy tehdejšího majitele mšeckého panství Matyáše Štampacha ze Štampachu, císařského rady a hejtmana Slánského kraje.
V roce 1780 byl na místě staršího kostela postaven nový barokní jednolodní kostel podle návrhu mistra Václava Vyčichla. Autorem barokního oltáře z roku 1782 je Ignác František Platzer.[zdroj⁠?!] Součástí oltáře je rovněž barokní obraz sv. Kateřiny v rokokovém rámu od D. Grana de la Torre. Po požáru v roce 1832 byla nahrazena věží novou.
Od roku 2008 jsou ve věži umístěny dva nové zvony: větší zvon váží 200 kg, je vyrobený z železné litiny a jmenuje se Nejsvětější srdce Ježíšovo. Druhý zvon váží 80 kg a jmenuje se Svatý Josef.

## Varhany
Varhany pocházejí zřejmě z roku 1587 a patří tak mezi nejstarší dochované varhany v Čechách. Doba jejich vzniku spadá do doby, kdy varhanní hudba a varhany jako takové dosáhly svého největšího rozkvětu a slávy. Byly umístěny v původním gotickém kostele a po jeho zboření byly přestěhovány do nově postaveného kostela sv. Kateřiny Alexandrijské. Od druhé poloviny 18. století se o varhany staral varhaník Gút, který pocházel z Čisté u Rakovníka. Patřil k nejstarší generaci nástrojářů – varhaníků, působících na Rakovnicku.
Varhany mají jeden pedál – tzn. klaviaturu pro hru nohama pro vytvoření basových tónů. Mají samostatně stojící hrací stůl, tři píšťalová pole v prospektu a krásné řezby. Od 18. století do konce 19. století měly původně dva manuály. V té době to byl vzácný typ varhan, který obsahoval tzv. kontinuoverk, což jsou malé varhánky ukryté přímo v hracím stole. Na konci 19. století byl kontinuoverk odstraněn.
Měchy jsou umístěné ve skříni o rozměru 2,5 × 1,5 metru. Měch má ukazatel, který ukazuje kalkantovi (člověku, který šlape na měch) množství vzduchu v měchu. Ryska na ukazateli nesmí spadnout dolů, varhany by bez vzduchu přestaly hrát. Na měchy se musí šlapat tak rychle, aby se vzduch udržel v zásobníku – nesmí ho být ani moc ani málo. Pokud se šlape správnou rychlostí, páčka zásobníku vzduchu se udržuje v drážce a ukazuje stav vzduchu. V současné době (rok 2010) ztěžuje kalkantovi práci špatný stav měchu, při špatném nasátí vzduchu páčka zásobníku nahlas bouchá a ruší hru. Jinak varhanám nechybí žádná podstatná část, jejich stav je dobrý.
O varhany se stará varhaník Adam Viktora, který se snaží pozvednout stav varhan pořádáním koncertů a dobročinné sbírky. Na opravy se zatím vybralo 30 000 Kč, což stačí na nejnutnější opravu měchu a vyčištění píšťal. Nejvážnějším problémem je napadení varhan červotočem. Před 50 lety (1969) měchy obsluhovala Marie Plášilová, jedna ze zpěvaček kostelního sboru.[zdroj?]